# Provincia di Cercado (Oruro)
Cercado è una provincia della Bolivia sita nella parte centrale del dipartimento di Oruro. Il capoluogo è la città di Oruro che è anche capoluogo di dipartimento.
Confina con la provincia di Tomás Barrón e il dipartimento di La Paz nel nord-ovest, con la provincia di Nor Carangas e la provincia di Saucarí a ovest, con la provincia di Poopó e la provincia di Pantaléon Dalence a sud-est, con il dipartimento di Cochabamba a est e a nord.

## Geografia antropica

### Suddivisioni amministrative
La provincia è suddivisa in 3 comuni:
- Caracollo
- Oruro
- El Choro